# ウルボス (シドニー・ライトレール)
この項目では、オーストラリアのシドニーに存在するライトレールであるシドニー・ライトレールに在籍する、もしくは在籍した車両のうち、スペインの鉄道車両メーカーのCAFが製造した超低床電車のウルボス（Urbos）について解説する。シドニーに導入されたウルボスには、延伸に伴い新造された「ウルボス3」と、その製造が完了するまでの繋ぎとして一時期使用していたリース車両の「ウルボス2」が存在しており、2020年現在運用に就くのは前者である。

## ウルボス2
2014年3月27日、シドニーのライトレール路線であるインナーウエスト・ライトレールは、廃止された貨物線を再活用したダリッチヒル（Dulwich Hill）への延伸を実施した。これに合わせた列車本数の増加に対応するために導入されたのが、スペインのCAFが製造したウルボス2である。合計4両（2108 - 2111）が使用されたが、これらは全てスペイン各地の路面電車（ライトレール）から貸し出されたものであり、うち3両（2108 - 2110）は2012年に廃止されたベレス＝マラガ・トラム、1両（2111）はセビリア・メトロの車両であった。
双方とも同一設計で作られた車両で、編成は既存の車両（バリオバーン）と同様に両運転台式の5車体連接車であったが、乗降扉は利用客が押しボタンで開く半自動式で、車内の座席もロングシートが設置されていた。これらの差異に加え、座席自体の固さや立席客向けの手すりの不足、走行時の揺れなど利用客からは多数の苦情が運営組織に寄せられる事態となった。これらの車両は後述する新造車両のウルボス3が導入するまでの繋ぎとして運用される予定のリース品であったが、最終的に計画よりも8ヶ月早く2014年7月までに運用を離脱し、全車とも同年11月にスペインに返却された。その後、かつてベレス＝マラガ・トラムで使用されていた3両については、2016年の時点で同型車両が運行するセビリア・メトロへの譲渡が検討されている。

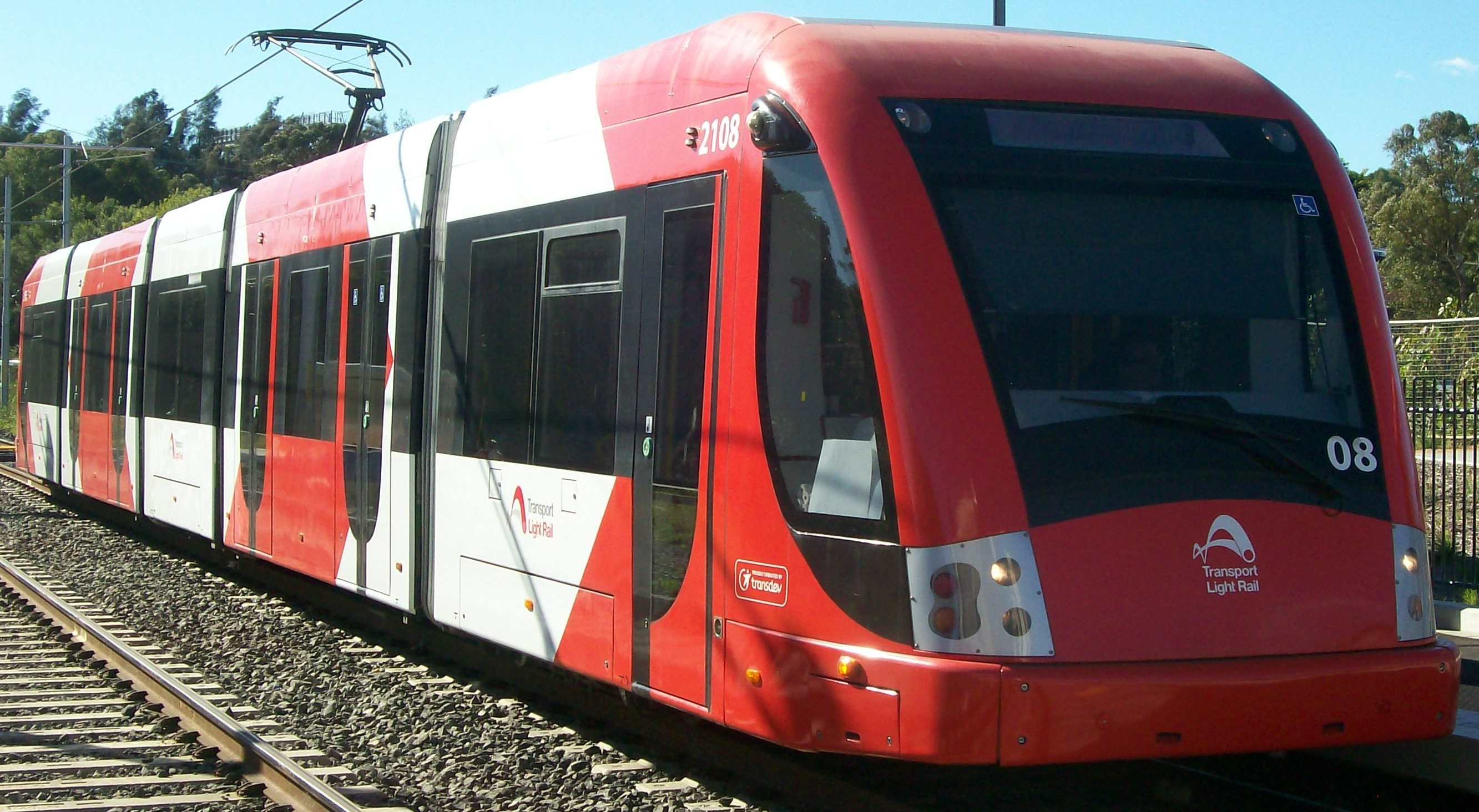
ウルボス2（2014年撮影）
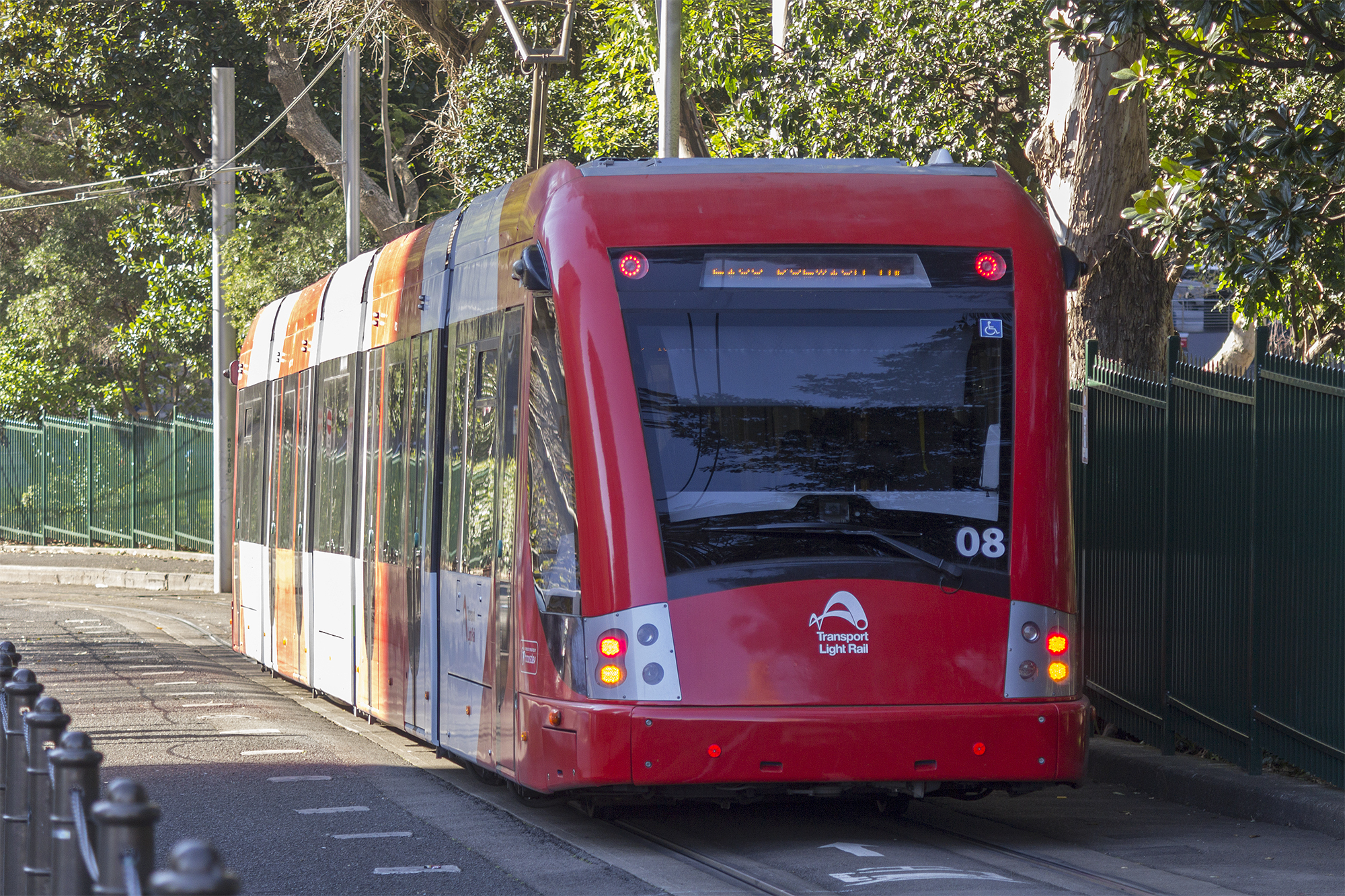
併用軌道を走るウルボス2（2014年撮影）
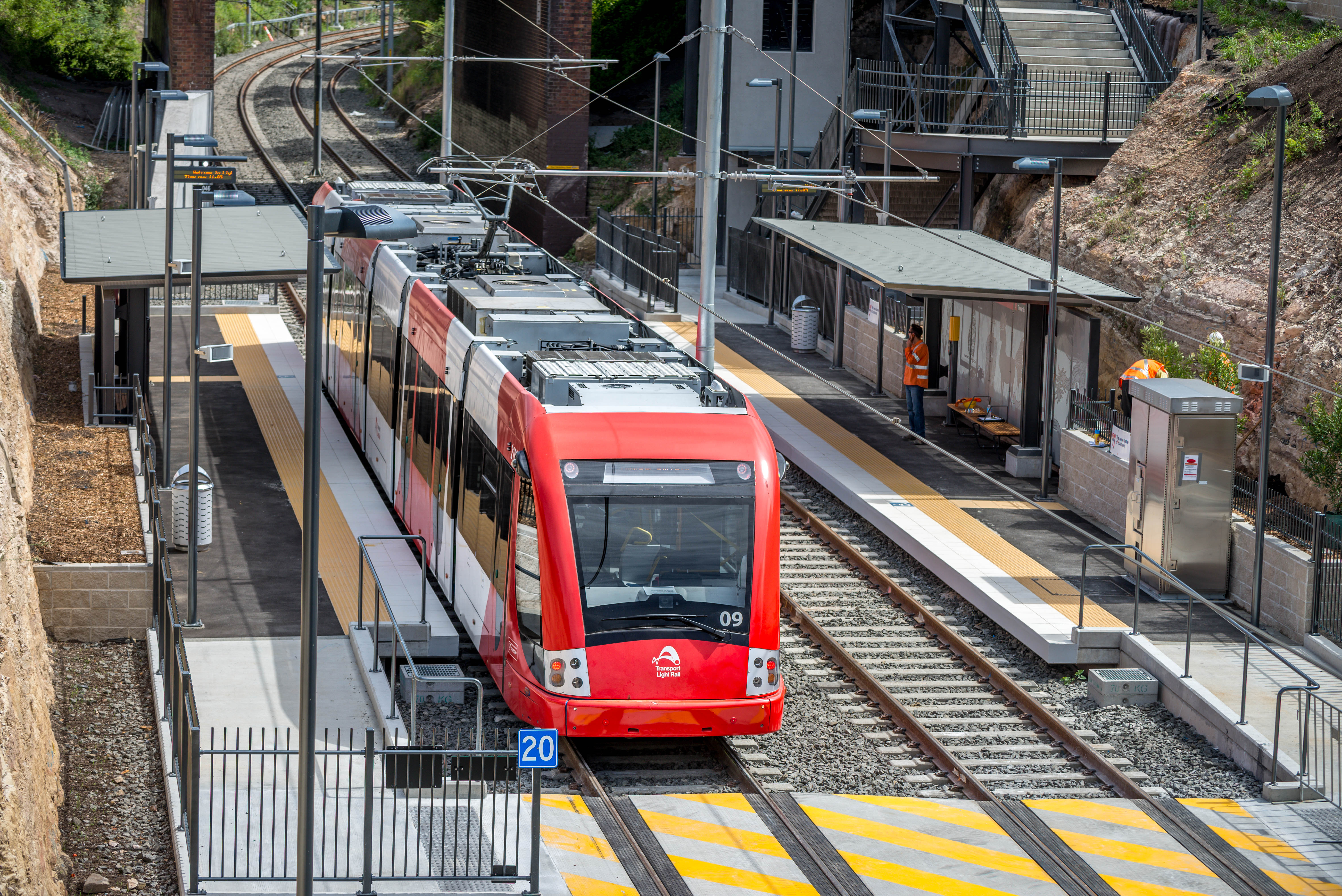
延伸区間を走るウルボス2（2014年撮影）

## ウルボス3

### インナーウエスト・ライトレール
ダリッチヒルへの延伸に伴う本数増加や既存のバリオバーンの置き換え用として、インナーウエスト・ライトレール向けに製造されたのが、前述したウルボス2と同じくCAFが手掛けた超低床電車のウルボス3（Urbos 3）である。全長32.9 mの両運転台式5車体連接車で、乗降扉は前後車体に片開き、中間のフローティング車体に両開き扉が1箇所づつ設置されている。車内の座席配置は2 + 2列のクロスシートを基本とするが、折り畳み座席など一部箇所にはロングシートがあり、多くの立席定員が確保されている。また、監視カメラや火災検知システムなどの安全性、車内案内表示装置や冷暖房双方に対応した空調など快適性も重視されている。車両番号はウルボス2の続番である「2112」から付けられたが、「2113」については西洋文化における忌み数である「13」を含む事から欠番となっている。
2013年から製造が始まり、翌2014年の延伸時には4両（2112, 2114 - 2116）が導入された。残りの8両（2117 - 2124）も2015年5月までに製造が完了し、同年以降インナーウエスト・ライトレールの車両は全てウルボス3（12両）に統一されている。その後、2021年に4両の追加発注が実施され、2023年に納入されている。

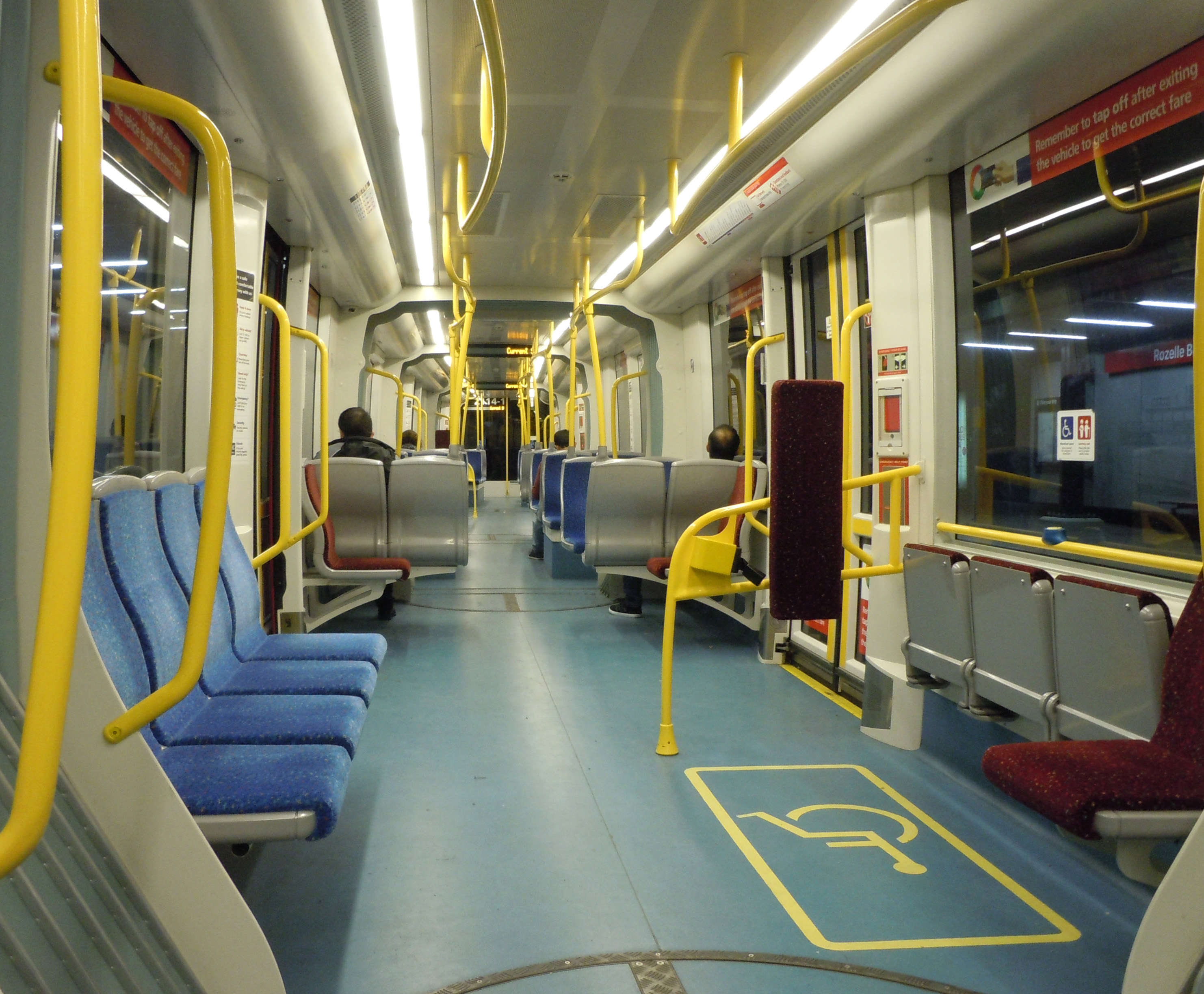
車内（2114） 前期に製造された車両はクロスシートの数が多い
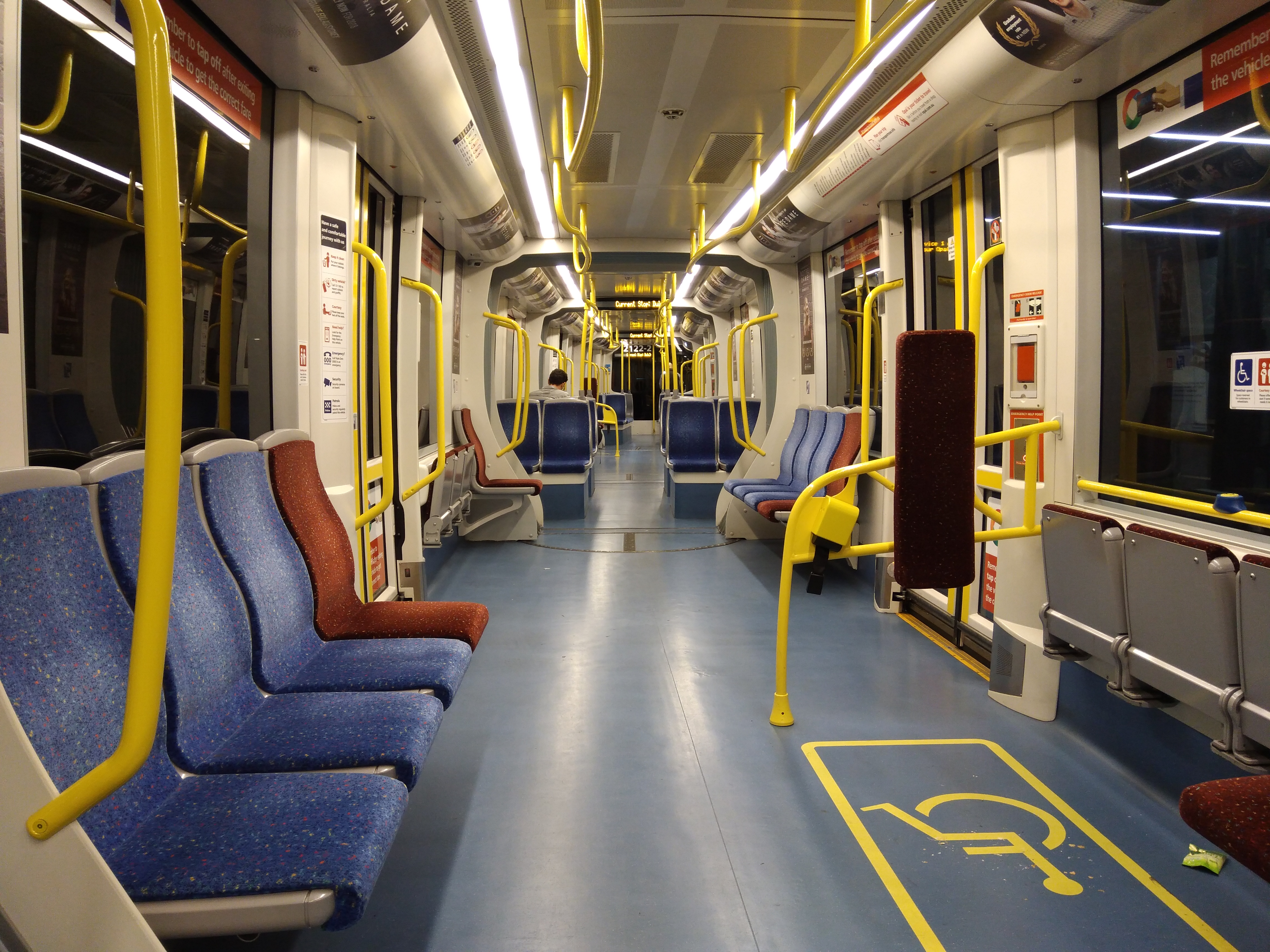
車内（2122） 一部座席がロングシートに変更されより多くの立席定員が確保された
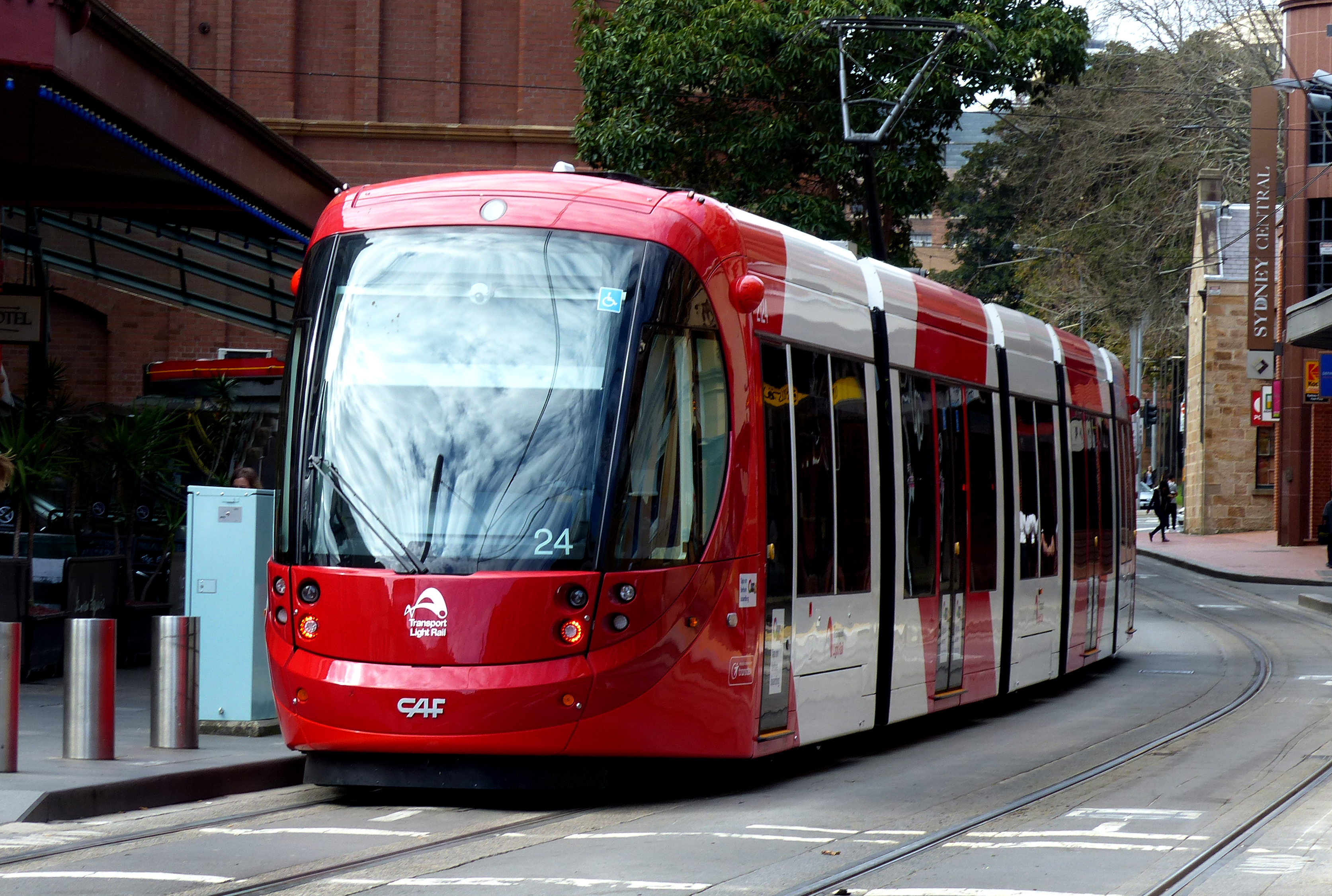
併用軌道上を走るウルボス3（2015年撮影）
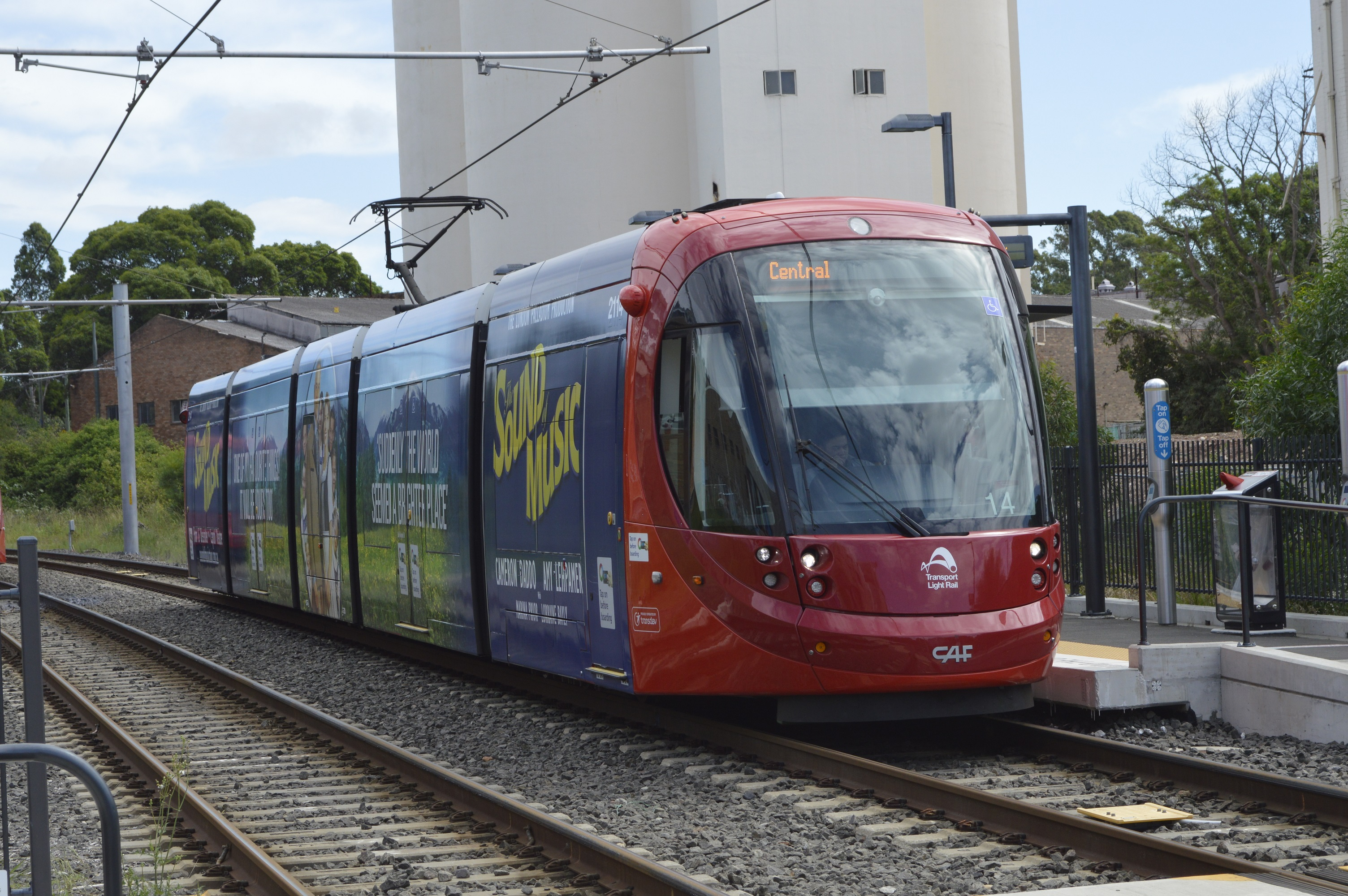
専用軌道上を走るウルボス3（2016年撮影）
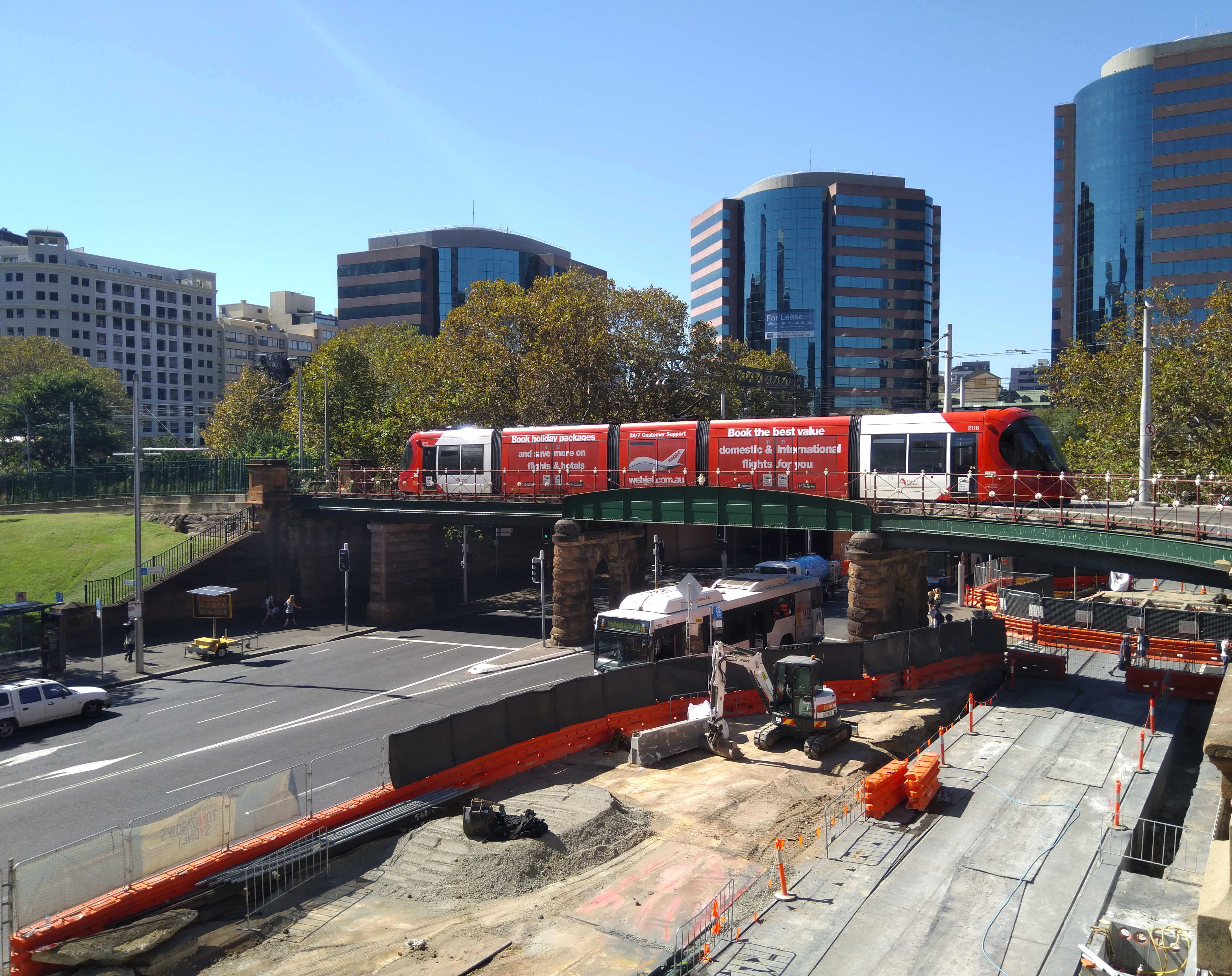
橋梁上を走るウルボス3（2018年撮影）
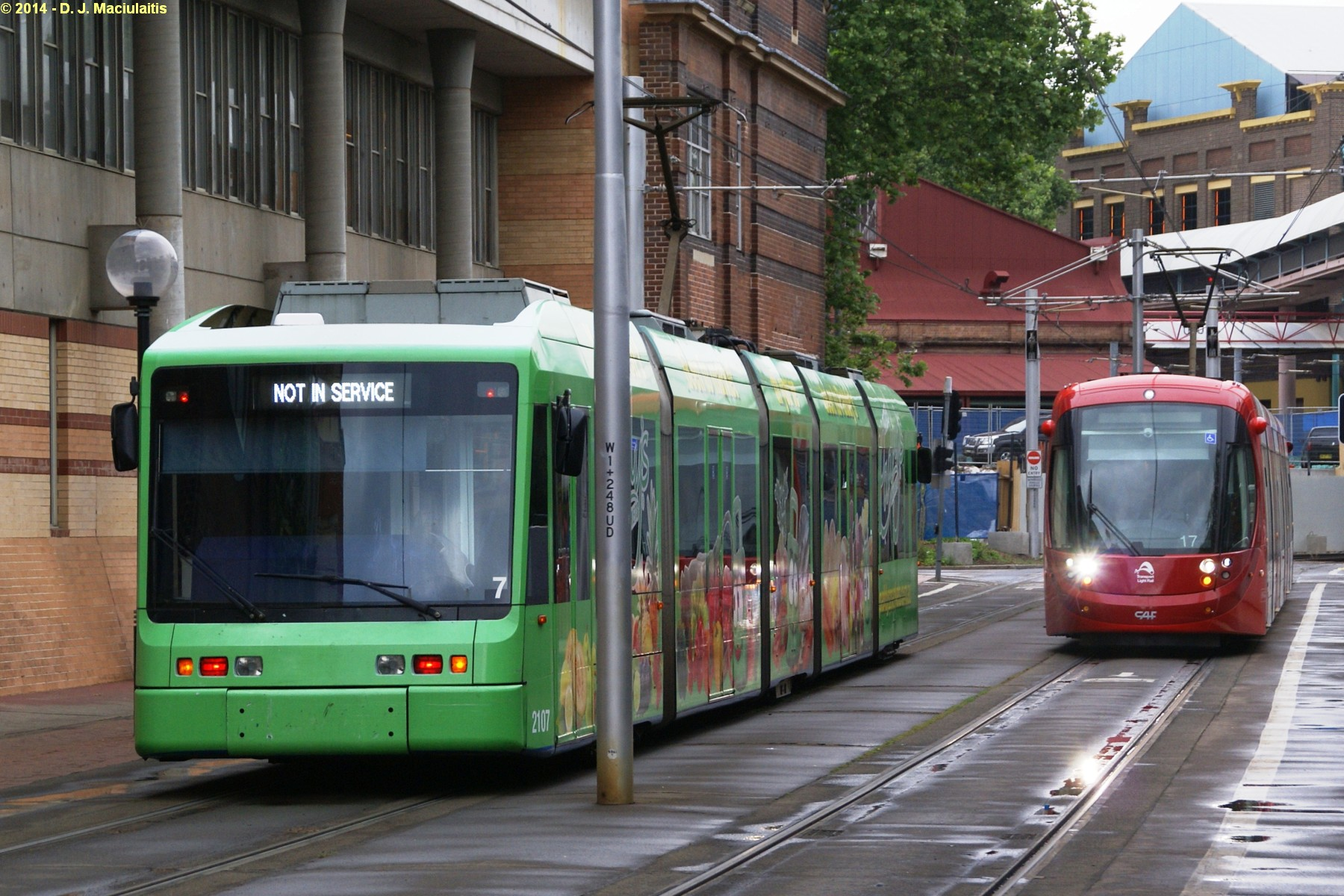
ウルボス3（右）の導入によりバリオバーン（左）は全車が引退した（2014年撮影）

## 関連項目

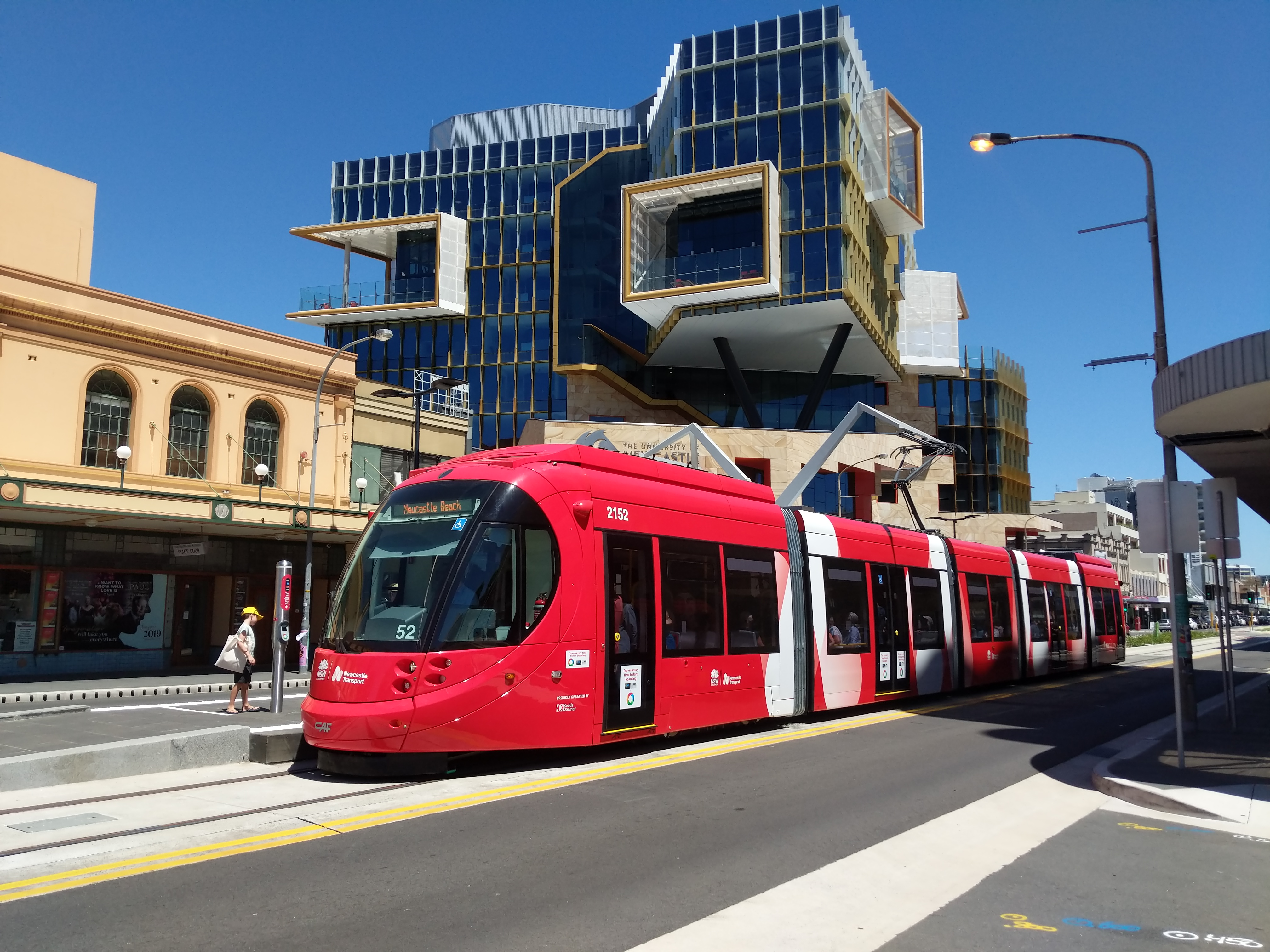
ニューカッスル・ライトレール（2019年撮影）
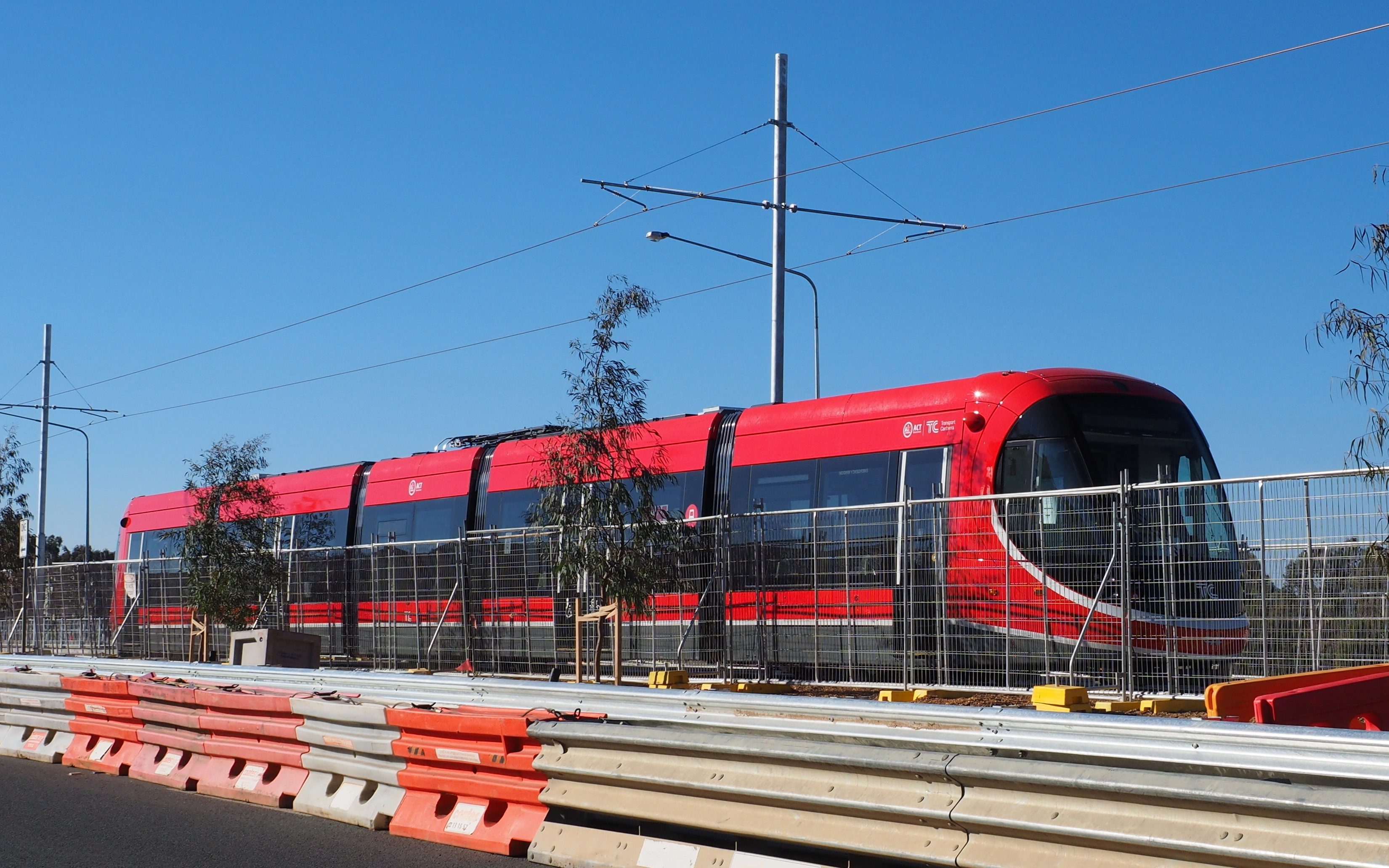
キャンベラ・ライトレール（2018年撮影）

### パラマタ・ライトレール
シドニー中心部（シドニー中心業務地区）の西側に位置するシティ・オブ・パラマッタの中心都市・パラマタでは、今後の都市の発達や人口増加を見据えたライトレール（パラマタ・ライトレール）の建設プロジェクトが進められており、2024年5月に第1段階となる全長12 kmの路線が開通する予定となっている。この新たなライトレールの建設や運用についてはトランスデヴを始めとする多数の民間企業が参加するコンソーシアム「グレートリバーシティ・ライトレール（Great River City Light Rail）」が担当しているが、車両についてもこのコンソーシアムに参加したCAFが製造したウルボス3（13両）の導入が予定されている。これらの車両は7車体連接車で全長45 m、定員300人を予定しており、一部区間に存在する架線レス区間を走行するためリチウムイオンを利用したスーパーキャパシタや充電池を用いた充電システムの「GREENTECH」が搭載される事になっている。